# アリタリア航空4128便墜落事故
アリタリア航空4128便墜落事故（アリタリアこうくうあ4128びんついらくじこ）は、1978年12月23日に発生した航空事故である。
フィウミチーノ空港発ファルコーネ・ボルセリーノ国際空港行きだったアリタリア航空4128便（ダグラス DC-9-32）が、ファルコーネ・ボルセリーノ国際空港手前のティレニア海に墜落した。乗員乗客129人中108人が死亡した。

## 事故機
事故機のダグラス DC-9-32（I-DIKQ）は、1968年に初飛行を行っており、同年5月にアリタリア航空に納入された。エンジンは、2基のプラット＆ホイットニーJT8D-9を搭載していた。

## 乗員
機長は、シュド・カラベルでの飛行経験が豊富な上級パイロットであったが、DC-9での飛行時間は418時間だった。副操縦士は、航空機関士として7年間勤務し、事故の3ヶ月前に副操縦士となっていた。DC-9の飛行時間は173時間であった。また、事故当時操縦を担当していたのは副操縦士であった。

## 事故の経緯
4128便は、VOR/DMEで滑走路21への進入を許可された。着陸進入手順は、6DMEフィックスを1,500フィート (460 m)、4DMEフィックスを900フィート (270 m)、3DMEフィックスを700フィート (210 m)で通過しながら降下するものだった。進入の最終では、滑走路21に正対するため、左旋回が必要だった。パイロットは、3DMEを通過した後海上から150フィート (46 m)で降下を止めた。その後、約9秒間150ノット (280 km/h)で水平飛行したが、風の影響で機体は降下を始めた。右翼が海面に接触し、機体は大破した。21人の生存者は、付近を航行中だった漁船に救助された。

## 事故原因
事故原因はパイロットエラーと推定されている。また、パイロットがブラックホール現象に陥っていた可能性も考えられている。機体の衝突防止灯が雲や水面に反射し、パイロットは機体が飛行している位置を見誤ったとみられている。